# El iris: periódico literario dedicado al bello sexo
El Iris fue un periódico literario colombiano del siglo XIX, dedicado principalmente al público femenino. Publicado inicialmente en Bogotá entre 1866 y 1868, y posteriormente con una edición en Barranquilla en 1874, se destacó por su contenido cultural, que incluía poesía, narrativa y artículos sobre moral y costumbres, buscando educar y entretener a las mujeres de la élite colombiana. A pesar de ser mayormente redactado por hombres, "El Iris" es considerado una publicación relevante para el estudio del periodismo, la literatura y los roles de género en la Colombia decimonónica.
Este nombre fue utilizado por varias publicaciones periódicas en América Latina y España durante el siglo XIX, lo que requiere una cuidadosa diferenciación. Por ejemplo, "El Iris" fue la primera revista literaria del México independiente (1826), editada por Claudio Linati, Florencio Galli y el poeta cubano José María Heredia, y contenía tanto contenido político como literario antes de su cierre. También existió un "El Iris" español publicado en Badajoz a partir de 1889. Este artículo se centra exclusivamente en las ediciones colombianas.

## Antecedentes y origen
La primera edición de "El Iris" fue fundada en Bogotá en 1866 por José Joaquín Borda, J. David Guarin y Carlos Posada, y circuló hasta 1868. Su editorial declaraba un propósito "eminentemente moral" y apolítico, buscando ofrecer un espacio de lectura alejado de las turbulentas discusiones políticas y religiosas que caracterizaban a los Estados Unidos de Colombia (1863-1886).
Este período de la historia colombiana estuvo marcado por una profunda inestabilidad política y social. La Constitución de Rionegro de 1863 había establecido un sistema federalista radical que otorgaba una gran autonomía a los estados soberanos, lo que a menudo resultaba en conflictos armados entre ellos y con el gobierno central. Los debates ideológicos eran constantes, polarizando a la sociedad entre liberales radicales y conservadores, y abarcaban temas como la relación Iglesia-Estado, la centralización versus el federalismo, y las políticas económicas de proteccionismo o libre comercio. La prensa de la época era un reflejo de esta efervescencia, sirviendo como tribuna para las facciones políticas y los intelectuales. En este contexto, la decisión de "El Iris" de centrarse exclusivamente en la literatura y el entretenimiento para mujeres, declarándose "extraño a las cuestiones de partidos", puede interpretarse como una estrategia editorial para navegar un ambiente volátil y alcanzar una audiencia más amplia, buscando un terreno común en la cultura y la moral por encima de las divisiones políticas.
A pesar de la fragmentación política y las dificultades de comunicación, el siglo XIX fue testigo de un incipiente desarrollo educativo. Aunque desigual, el énfasis en la instrucción pública en algunos estados contribuyó al crecimiento de un público lector, creando un nicho para publicaciones especializadas. "El Iris" emergió en este panorama como una de las varias iniciativas que buscaban dirigirse a segmentos específicos de la población, en este caso, las mujeres de la élite.

## Contenidos

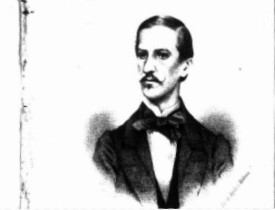
Litografía de José Joaquín Borda. El Iris, 30 de septiembre de 1866

### Litografíase Ilustraciones

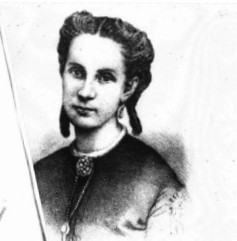
Litografía de El Iris, 4 de marzo de 1866

Un aspecto distintivo y de gran valor estético de la edición de Bogotá de "El Iris" fue la inclusión de láminas litografiadas. En el siglo XIX, la litografía era una técnica de impresión avanzada que permitía la reproducción de imágenes con mayor detalle y calidad que otros métodos de la época. Para un periódico, especialmente uno dedicado a un público de élite, estas ilustraciones representaban un elemento de lujo y sofisticación que realzaba su atractivo visual y su prestigio.
Las láminas litografiadas no solo servían como adornos, sino que también complementaban el contenido literario y moral del periódico. Podían representar escenas de novelas, retratos de figuras destacadas, paisajes o alegorías que reforzaban los mensajes editoriales. Su presencia indicaba una inversión significativa en la producción del periódico y un compromiso con la calidad visual, lo que contribuía a posicionar a "El Iris" como una publicación de alta factura. Además, estas ilustraciones ofrecían un valor añadido a las lectoras, enriqueciendo su experiencia de lectura y convirtiendo cada número en una pieza coleccionable. La capacidad de incluir estas imágenes de alta calidad diferenciaba a "El Iris" de muchas otras publicaciones más modestas de la época, consolidando su imagen como un referente cultural y estético para el "bello sexo".

## La Edición de Bogotá (1866-1868)
Esta edición se tituló "El Iris: periódico literario dedicado al bello sexo". Fue un semanario publicado en Bogotá entre 1866 y 1868, abarcando 24 números a lo largo de tres años. Los redactores fueron José Joaquín Borda, J. David Guarin y Carlos Posada, mientras que los editores fueron Nicolás Pontón y Daniel Ayala. Esta colaboración de figuras literarias y editores prominentes subraya el respaldo intelectual detrás de la publicación.
La edición de Bogotá se caracterizó por su rico y variado contenido literario y moral, diseñado específicamente para su público femenino. Incluía una profusión de poesías, muchas de las cuales eran composiciones originales dedicadas a los álbumes de las señoritas, un formato popular en la época para el intercambio de versos y pensamientos. Además, presentaba novelas por entregas, un formato que mantenía el interés de las lectoras a lo largo de varios números, y cuadros de costumbres, que ofrecían descripciones vívidas de la vida social y las tradiciones de la época. Entre los autores publicados se encontraban tanto talentos nacionales como figuras internacionales de renombre, como Víctor Hugo y Julio Arboleda. También se destacaba la presencia de Soledad Acosta de Samper, quien contribuía bajo seudónimos, lo que resalta la participación, aunque a menudo anónima, de mujeres en la esfera literaria.
Más allá de la ficción y la poesía, "El Iris" abordaba temas de moral y religión, con artículos sobre la caridad cristiana y reflexiones que buscaban edificar el espíritu de sus lectoras. También se incluían secciones más variadas como crónicas periodísticas, música, reglas ortográficas, reseñas y biografías, ofreciendo una lectura integral para el desarrollo intelectual y social de la mujer. Una característica distintiva y que realzaba su atractivo visual era su ilustración con láminas litografiadas, un elemento de lujo para la prensa de la época que contribuía a su calidad estética y a su posicionamiento como una publicación de élite.

## La Edición de Barranquilla (1874)
Otra publicación periódica distinta , también titulada "El Iris: periódico literario dedicado al bello sexo", fue publicada en Barranquilla. Comenzó el 23 de marzo de 1874 y concluyó con su séptimo número el 26 de septiembre de 1874, lo que indica una vida útil mucho más corta que su contraparte bogotana. Fue publicado por la Imprenta de Los Andes en Barranquilla.
La edición de Barranquilla de "El Iris" se distinguió por su carácter más accesible y su explícita defensa de la instrucción femenina. A diferencia de la edición bogotana, que era de pago, esta versión se distribuía de forma gratuita, lo que sugiere un intento de alcanzar un público más amplio en la pujante ciudad portuaria. Su contenido, aunque también literario, se enfocaba en la promoción de la educación de la mujer, lo que podría indicar una visión ligeramente más progresista en un contexto regional diferente. Incluía una sección de "Folletín", dedicada a la narrativa, que permitía la publicación de historias y novelas cortas, un formato popular para el entretenimiento de la época.
Si bien la información específica sobre sus redactores y colaboradores es menos detallada que para la edición de Bogotá, su existencia y sus características particulares demuestran la extensión del interés por la prensa femenina más allá de la capital y la diversidad de enfoques editoriales dentro de este género. La corta duración de la edición de Barranquilla podría atribuirse a diversos factores, como la financiación, la logística de distribución o la competencia en el incipiente mercado periodístico regional. Sin embargo, su mención específica de la "instrucción de la mujer" resalta un compromiso directo con el desarrollo intelectual femenino en un momento crucial.

## De "El Iris" a "El Hogar"
Tras el cese de "El Iris" de Bogotá en 1868, la tradición de publicaciones periódicas dedicadas al "bello sexo" continuó en Colombia, con "El Hogar" emergiendo como la prolongación periódica de la editorial. La propia editorial de "El Iris" anunció esta transición, como se lee en el último número del segundo trimestre del tomo 4º:
"Termina hoy el trimestre 2º del tomo 4º de El Iris, i con él se su suspende su publicacion, para reemplazarlo con un nuevo i elegante periódico literario. No podemos, empero, dejar pasar en silencio los buenos servicios de nuestro estimable amigo el infatigable señor JOSÉ JOAQUÍN BORDA, i los que durante su ausencia prestaron los señores DAVID GUARIN I CARLOS POSADA, a cuyos esfuerzos se debe la brillante aceptación que ha tenido esta publicacion literaria, única que en estos últimos años ha existido en la capital." (Pontón, 1867, p.369)
"El Hogar" fue publicado también en Bogotá por Nicolás Pontón y Cía., y circuló entre el 25 de enero de 1868 y el 19 de diciembre de 1870. El cambio se anunció en "El Iris" como la posibilidad de crear "otro periódico literario con más extensión y con distintas bases", lo que da cuenta de un proceso de continuidad y no de su final. De esta manera el semanario anunciaba su despedida y metamorfosis en el nuevo periódico, manteniendo viva la conversación sobre el papel de la mujer y su acceso a la cultura en el siglo XIX colombiano bajo una nueva denominación, pero con una clara línea de continuidad editorial e ideológica.